# 바이 축구단

바이 축구단(중국어: 八一足球俱乐部)은 중국 인민해방군이 운영하였던 축구단이다. 클럽 이름은 중국 인민해방군 창설 기념일이자 난창 봉기가 일어난 날인 1927년 8월 1일에서 유래된 이름이다.
1927년에 아마추어 축구단 형식으로 창단되었으며 1951년에는 세미 프로 축구단 형식으로 전환했다. 중국의 프로 축구 리그인 중국 슈퍼리그가 출범하기 이전에 중국의 축구 역사에 큰 족적을 남겼다. 베이징시를 연고로 했고 2003년을 기해 해체되었다.

## 역대 감독
| 감독     | 임기        |
| -------- | ----------- |
| 자슈취안 | 1994 ~ 1995 |
| 자슈취안 | 2001 ~ 2002 |